# جان کولور
جان کولور (به انگلیسی: John Culver) (8 سپتامبر ۱۹۳۲–۲۶ دسامبر ۲۰۱۸) سناتور سابق عضو حزب دموکرات ایالات متحده آمریکا بود. وی در سال ۱۹۷۵ تا ۱۹۸۱ میلادی سناتور ایالت آیووا در سنای ایالات متحده آمریکا بود.